# Parc de Xavier Montsalvatge
El Parc de Xavier Montsalvatge es troba per sobre de la Ronda de Dalt, al límit amb el parc natural de Collserola, al barri d'Horta de Barcelona. Va ser creat el 2002 amb un projecte de Jaume Coll i Judith Leclerc i està dedicat al compositor Xavier Montsalvatge i Bassols (Girona, 1912 - Barcelona, 2002), Premi Nacional de Música el 1985.

## Història i descripció
Està situat sobre les Cotxeres d'Horta, un aparcament d'autobusos de Transports Metropolitans de Barcelona. Per això, inicialment es va dir Parc de les Cotxeres d'Horta, encara que el 2008 va ser rebatejat amb el seu nom actual.
Quan es va construir la cotxera ja hi era prevista la construcció d'una coberta ecològica, que aprofitant el pendent del terreny queda al nivell del carrer a la part superior. Alhora que parc, serveix per a la recollida d'aigües pluvials, a través d'un sistema d'embuts de formigó que les condueixen fins a un desguàs central. Aquests embuts, de forma circular, marquen la topografia del terreny, ja que creen una sèrie d'illes de diferent configuració, algunes dures i unes altres de gespa o un altre tipus de vegetació, la qual cosa fa que s'alterni el color i crea un tapís de diverses tonalitats. D'altra banda, els diferents materials utilitzats fa que es generin dos tipus de paisatge: un de fred, derivat del formigó, la sorra, el marbre i l'heura, ideal per a activitats com el patinatge, el bike trail o els cotxes teledirigits; i un altre càlid, procedent del cautxú, l'herba i les enfiladisses, pensat per al lleure, el passeig o el pícnic.
L'arbrat està compost principalment per pollancres (Populus nigra), arbres del Paradís (Elaeagnus angustifolia), pruneres de fulles porpra (Prunus cerasifera var. pissardii), mimoses (Acàcia retinoides), tamarius (Tamarix pentandra), oliveres (Olea europaea) i pins pinyers (Pinus pinea).